# Kurhan Mamaja
Kurhan Mamaja (ros. Мамаев курган) lub wzgórze 102 (ros. высотa 102) – najwyższy punkt Wołgogradu, nekropolia i miejsce pamięci radzieckich żołnierzy poległych w bitwie stalingradzkiej podczas II wojny światowej.

## Nazwa
Nazwę wzniesienia wywodzi się zazwyczaj od postaci tatarskiego wodza Mamaja, który był XIV-wiecznym przywódcą zachodniej części Złotej Ordy. Wbrew powszechnemu przekonaniu wzgórze to prawdopodobnie nie miało pierwotnie charakteru grzebalnego. Mianem „kurhanu” zostało po raz pierwszy określone dopiero w czasie trwania bitwy stalingradzkiej przez jednego z korespondentów wojennych, a imię Mamaja nadano mu już po wojnie. Przed 1942 rokiem miejscowa ludność zwała je po prostu „kopcem”, a na wojskowych mapach figurowało jako „wzgórze 102”.

## Bitwa stalingradzka
W czasie trwania bitwy stalingradzkiej (1942–1943) „wzgórze 102” było najważniejszym punktem strategicznym, gdyż można było kontrolować z niego cały odcinek rzeki Wołgi w obrębie miasta. W trakcie bardzo krwawych walk wielokrotnie przechodziło na przemian w ręce Wehrmachtu i Armii Czerwonej. Po zakończeniu bitwy we wnętrzu kopca złożono ciała ponad 34 tysięcy poległych w jego okolicach radzieckich żołnierzy.
Obecnie na Kurhanie Mamaja wznosi się powstały w latach 1959–1967 zespół architektoniczny „Bohaterom bitwy stalingradzkiej”, który upamiętnia radzieckich uczestników walk o miasto. Został zbudowany pod kierownictwem architekta Jewgienija Wuczeticza. Jego głównym elementem jest posąg Matka Ojczyzna Wzywa! Jest to postać kobiety trzymającej w ręku miecz i stojącej w pozie wzywającej do walki. Wysokość z mieczem wynosi 85 metrów, a bez miecza 52 metry.

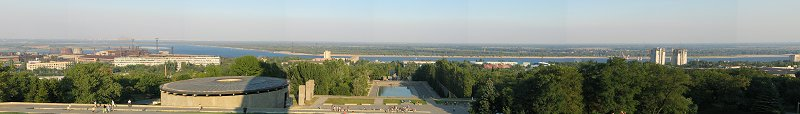
Panorama z Kurhanu Mamaja – widok na zakole Wołgi